# الفساد في فنلندا
تُعتبر نسبة الفساد الإجمالية في فنلندا منخفضة، وفقًا للرأي العام والمعايير العالمية. أفاد مؤشر مدركات الفساد، الصادر عن منظمة الشفافية الدولية عام 2017، أن فنلندا تحتل المرتبة الثالثة بين الدول الأكثر نزاهة في العالم (بعد الدنمارك ونيوزيلندا). وفقًا لاستبيان عالمي عن النزاهة، لا تشهد الغالبية العظمى من الناس في فنلندا على قضايا فساد يقوم بها موظفو أو مؤسسات القطاع العام خلال حياتهم. يميل الفساد الحالي ليكون هيكليًا، ويبدأ من مجموعة من الأفراد الأغنياء الذين يفضلون بعضهم في نطاق الأعمال، ولا تطلب الشركات الخاصة أي إيضاحات. تتضمن حوادث الفساد القليلة في الدولة اتخاذ القرار في استثمارات الدولة، والتبرعات السياسية، وتمويل الانتخابات. تتضمن الأشكال غير التقليدية من الفساد في فنلندا (وتكون شائعة عالميًا) التهرب الضريبي، والهدايا، والضيافة، وتضارب المصالح.

## الاتفاقيات
وقعت فنلندا عام 2002 مع المجلس البريطاني قانون مجموعة الدول ضد الفساد وضد الرشوة. طالبت فنلندا باستثناء بلدين من قانون الرشاوي الذي وُقِّع، وهما: الأراضي المجاورة لها في إستونيا والسويد. في شهر مايو من عام 2019، لم تُطبَّق الاستثناءات في القانون الجنائي الفنلندي ضد الرشوة.

## الأشكال

### الانتخابات
أشار تقرير لمنظمة الشفافية العالمية عام 2008 إلى وجود نقص واضح في النزاهة في الاقتصاد السياسي الفنلندي، ما عزز المطالب بنزاهة أكبر. عام 2007، شددت مجموعة الدول ضد الفساد على أنه يجب الانتباه إلى الفساد في تمويل الانتخابات. اندلعت فضيحة تمويل الحملة الفنلندية عام 2007 في الربيع التالي، إذ لم يتعامل تسعة وزراء حكوميين وبعض أعضاء البرلمان بنزاهة في تقارير تمويل حملاتهم. بما أن القانون لم يفرض غرامات على تزوير تقارير التمويل من قبل السياسيين المنتَخَبين، لم يطالب حزب الائتلاف الوطني المحافظ أو حزب الوسط الفنلندي الريفي باستقالة السياسيين المدانين. وفقًا لقانون تمويل انتخابات المرشحين الصادر عام 2009، على المرشحين الرئاسيين، وأعضاء البرلمان، والنواب توضيح كل ما يخص تمويل الحملات الانتخابية، ويجب أن يُذكر اسم كل المتبرعين بأكثر من 1500 يورو.

### وظائف القطاع العام
يُعين ثلثا موظفي الدولة والبلديات من المنتمين لأحزاب سياسية، لكن فقط 5% من المواطنين الفنلنديين أعضاء في أحزاب سياسة. تنص المادة السادسة من الدستور الفنلندي على أن للجميع حق متساوي في وظائف الدولة، ويجب أن يتم الاختيار على أساس القدرة والخبرة. انتُقدت الزيادة في عدد تعيينات موظفي القطاع القائمة على أساس سياسي، وانتُقد تحديد الأحزاب لرواتب القطاع العام.

### التهرب الضريبي
طالب رئيس الوزراء يوركي كتاينن بمحاربة العمالة غير المسجلة أو الدخل الوظيفي غير المعلن عنه، وفقًا لماركو هيرفونين، لم تكن المصادر والمبادرات الفنلندية كافية لتحقيق هذا الهدف. تفحص 200 من ضباط الضرائب مناطق الملاذ الضريبي في السويد عام 2013، عمل 100  ضابط في الدنمارك، و80 في النرويج، و10-20 في فنلندا. رغم أن نتيجة التحقيقات التي تخص دخل العمالة غير المسجلة كانت 100 مليون يورو من الضرائب التي لم تُدفَع في السويد، لم توجد أي ضرائب غير مدفوعة في فنلندا. في السويد، وخلافًا لفنلندا، يجب أن يتم إبلاغ ضباط الضرائب بكل المعاملات الدولية التي تتجاوز قيمتها 150,000 كرونه سويدية (أي نحو 15,000 يورو).
وفقًا لجريدة تالوسانومات، تخسر فنلندا 230 مليون يورو من الضرائب السنوية بسبب الملاذات الضريبية. ذكرت منظمة مراقبة الأعمال فين ووتش (بالإنجليزية: Finnwatch) أن الشركات الفنلندية، من ضمنها أفضل عشرين شركة في البلاد، لديها 438 شركة فرعية في بلدان مصنفة على أنها ملاذات ضريبية.
اشترت ألمانيا بيانات بنك إل جي تي (بالإنجليزية: LGT) من مصلحة ضرائب ليشتينشتاين عام 2008. وفقًا للبيانات، تهرب قرابة 20 فنلنديًا من ضرائب تتراوح قيمتها بين 50-60 مليون دولار. كانت هذه أكبر حالات التهرب الضريبي التي شهدتها البلاد. تم الحفاظ على سرية الأسماء، وانتُقدت السلطات لعدم بذلها جهودًا كافية لمحاكمة المتهربين من الضرائب.
تُعتبر الحسابات الأجنبية قانونية في حال دفعها للضرائب. بالاعتماد على هذه البيانات، بلغت قيمة الضرائب غير المدفوعة على الحسابات أكثر من 10 ملايين يورو عام 2013. وفقًا للمقالة التي نُشرت في صحيفة هلسنغن سانومات في 21 سبتمبر عام 2013، أودع كاسيمير إيرنروث نقودًا في بنوك ليشتينشتاين. تملك عائلة إيرنروث غالبية الأسهم في شركات مثل شركة واي آي تي (بالإنجليزية: YIT)، وشركة يآركو بورو، وخطة غاغينهيم هيلسنكي (بالإنجليزية: Guggenheim Helsinki Plan)، وبيرتيل بوليغ (بالإنجليزية: Bertel Paulig)، وتملك شركة إنشاءات في مدينة توركو. لدى كل من يورما أوليلا وكاري ستاديغ استثمارات في لوكسمبورغ.
في فنلندا، بلغ إجمالي قيمة الضرائب المُحصلة 65 مليار يورو، وتبلغ قيمة العجز المالي السنوي حوالي 4.6 إلى 7.7 مليار يورو. على عكس السويد، لم تحدد البلاد كيفية تقييم الفجوة الضريبية. وفقًا لرئيسة لجنة التدقيق في البرلمان، تويا براكس، «تعمل السويد بنشاط على حل مشكلة الفجوة الضريبية».
بدأت السلطات الفنلندية المسؤولة عن الضرائب في التحقيق في الممتلكات في ليشتينشتاين عام 2008، ودفع 17 فنلنديًا ضرائب إضافية يبلغ إجمالي قيمتها 10 ملايين يورو. قدم دافعو الضرائب ادعاءً في المحكمة الإدراية. القيمة التقديرية للضرائب غير المدفوعة كبيرة، ولا تُنشر قرارات هذه المحكمة بشكل علني. في قضيتين من القضايا اللتي عُرضت على الصحفيين، فرضت المحكمة الإدارية دفع مبلغ قيمته واحد بالمئة (ما يتعارض مع القوانين الإدارية للضرائب). لم يُعرف سبب فرض ضرائب منخفضة القيمة. في إحدى القضايا، بلغت قيمة المال المحمي من الضرائب 483,000 يورو وكانت قيمة الضريبة الإضافية 4350 يورو. تُدفع هذه الضرائب الإضافية كفوائد على المبلغ الأصلي. وفقًا للمحكمة الإدارية العليا في فنلندا، لا توجد إجراءات قانونية أخرى ممكنة عند جمع الضرائب المخفية ومعدل الفوائد البالغ واحد بالمئة. ضباط الضرائب غير مدربين في ما يخص القضايا القانونية.

#### تبييض الأموال
أسقطت محكة مقاطعة هلسنكي المحلية التهم في شهر أكتوبر من عام 2019 في قضيه اشتباه بتبييض 135 مليون يورو من خلال الحسابات البنكية لشركة البناء الفنلندية.

### البناء
حققت الشرطة الفنلندية في مخالفات مالية ارتكبتها مؤسسة الشباب. عام 2018، تلقى رئيس مؤسسة بيرتو نوسيانين مئات آلاف اليوروهات من الشركات في مناطق الملاذ الضريبي في حساباته الخاصة. تشتبه الشرطة في ممارسة مدراء شركة البناء الغش الضريبي وجرائم أخرى. مولت الأمانة المرتبطة بمؤسسة الشباب سياسيي حزب الوسط في صراعهم مع القانون.
أُجريت مراجعة لمكتب بناء هلسنكي عام 2012 بناءً على مخاوف من وجود الفساد. اعتُقل 6 أشخاص في شهر مايو من عام 2012 بأمر من محكمة مقاطعة هلسنكي، للتحقيق في وجود فساد في عقود بناء هلسنكي. اشتُبه في قبول المتهمين رشاوى. اشترت شركة إتش كي آر-راكينوتاجا العامة خدمات من قطاع البناء بقيمة تصل إلى 100 مليون يورو في السنة. من الممكن أن تصل قيمة الغرامات حتى 100,000 يورو طوال عدة سنوات. تم التحقيق في شركة ديستيا (بالإنجليزية: Destia)، وهي شركة حكومية لبناء الطرقات العامة، بسبب مخالفات مزعومة في شهر يناير من عام 2013.